# Церква святого архістратига Михаїла (Гнильче)
Церква святого архістратига Михаїла в Гнильчому — парафія і храм греко-католицької громади Підгаєцького деканату Бучацької єпархії Української греко-католицької церкви в селі Гнильче Тернопільського району Тернопільської области.
Оголошена пам'яткою архітектури місцевого значення.

## Історія церкви
Перша згадка про греко-католицьку парафію села датується 1741 роком. У той час у селі була дерев'яна церква, яка згоріла у 1911 році. З того ж року збереглася і донині перебуває в доброму стані дзвіниця.
У 1929 році греко-католицька громада розпочала будівництво цегляної церкви, яку розписав Веніямін Дужинський. Парафія відновилася в лоні УГКЦ у 1990 році.
На території парафії встановлено хрест Тверезості, хрест на честь скасування панщини та хрест на честь 1000-ліття хрещення Руси-України.

## Парохи
- о. Іван Відачів,
- о. Іван Колосевич (до 1911),
- о. Олексій Шараневич (1911—1924),
- о. Прокопій Максич’юк (1924—1954),
- о. Нестор Дзюбак (1991—1994),
- о. Андрій Буняк (1995—1998),
- о. Володимир Шуба (1998—2000),
- о. Михайло Коваль (2000—2011),
- о. Віктор Максимець (з липня 2011).